# Astrophysics Data System

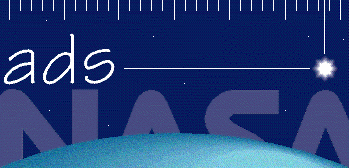
Logo des NASA ADS

Das Astrophysics Data System (ADS; deutsch „Astrophysik-Datensystem“) ist eine von der NASA finanzierte Datenbank für Fachliteratur auf dem Gebiet der Astronomie und Astrophysik. Ebenfalls erfasst sind Veröffentlichungen aus der Physik und Geophysik sowie elektronische Vorabdrucke des ArXiv-Systems.
Das ADS ist die umfassendste Literatursammlung im Bereich der Astronomie. Informationen wie Titel, Autoren, Zusammenfassungen (Abstract) und Zitierhäufigkeiten sind frei zugänglich. Viele ältere Fachveröffentlichungen sind vollständig abrufbar, während neuere Veröffentlichungen über Links gewöhnlich nur zahlenden Abonnenten der entsprechenden Publikationen zur Verfügung stehen.
Die erste Version des ADS, eine Datenbank mit 40 Publikationen, wurde 1988 erstellt. 1993 wurde das ADS mit der Datenbank SIMBAD verbunden, seit 1994 ist das ADS im World Wide Web zu finden.
Im April 2018 waren 2,30 Millionen Datensätze aus der Astronomie/Astrophysik, 9,17 Millionen aus der Physik und 1,37 Millionen ArXiv-Datensätze verfügbar.
Der vom ADS zur eindeutigen Kennung von Datensätzen verwendete Bezeichner, der sogenannte Bibcode, wird in Astronomie und Astrophysik sehr verbreitet zur Referenzierung von Fachliteratur verwendet.
Die Benutzerschnittstelle zeichnet sich durch einen hohen Funktionsumfang aus. Aufgrund der vergleichsweise spartanischen und einfachen Formatierung der Webseiten funktioniert die Darstellung mit allen Browsern. Ferner ist ein effizienter Zugriff auch mit langsamen Datenleitungen möglich.